# Joaquim Cardoso de Andrade
Joaquim Cardoso de Andrade (? — ?) foi um político brasileiro.
Foi presidente da província do Amazonas, nomeado por carta imperial de 30 de maio de 1888, de 12 de julho a 11 de novembro de 1888.